# Maravillas de Morales
Maravillas de Morales är en ort i Mexiko.   Den ligger i kommunen Pénjamo och delstaten Guanajuato, i den centrala delen av landet, 300 km väster om huvudstaden Mexico City. Maravillas de Morales ligger 1 681 meter över havet och antalet invånare är 278.
Terrängen runt Maravillas de Morales är huvudsakligen platt, men åt sydost är den kuperad. Runt Maravillas de Morales är det ganska tätbefolkat, med 104 invånare per kvadratkilometer. Närmaste större samhälle är La Piedad Cavadas, 16,8 km väster om Maravillas de Morales. Trakten runt Maravillas de Morales består till största delen av jordbruksmark.